# ناکودار
ناکودار (به انگلیسی: Nakodar) یک منطقهٔ مسکونی در هند است که در بخش جالندهر واقع شده‌است. ناکودار ۲۱۲٬۳۴۰ نفر جمعیت دارد.